# Donovan Leitch (attore)
Donovan Jerome Leitch (Londra, 16 agosto 1967) è un attore e cantante britannico naturalizzato statunitense.

## Biografia
È figlio del musicista e cantautore scozzese Donovan e di Enid Karl; nonché fratello dell'attrice Ione Skye.
Come musicista è stato membro del gruppo hard rock Camp Freddy, in qualità di cantante dal 2002 al 2014. La band comprendeva anche Matt Sorum, Billy Morrison, Dave Navarro e Chris Chaney.
Dal 1997 al 2014 è stato sposato con la modella Kirsty Hume.

## Filmografia parziale

### Cinema
- Breakdance 2 (Breakin' 2: Electric Boogaloo), regia di Sam Firstenberg (1984)
- E Dio creò la donna (And God Created Woman), regia di Roger Vadim (1988)
- Blob - Il fluido che uccide (The Blob), regia di Chuck Russell (1988)
- Il ritorno di Brian (Cutting Class), regia di Rospo Pallenberg (1989)
- Glory - Uomini di gloria (Glory), regia di Edward Zwick (1989)
- Un eroe piccolo piccolo (Jack the Bear), regia di Marshall Herskovitz (1993)
- Ho sparato a Andy Warhol (I Shot Andy Warhol), regia di Mary Harron (1996)
- Complice la notte (One Night Stand), regia di Mike Figgis (1997)

### Televisione
- CBS Schoolbreak Special - un episodio (1991)
- Sex and the City - un episodio (2000)
- Girls Club - 9 episodi (2002)
- Grey's Anatomy - un episodio (2006)

## Doppiatori italiani
Nelle versioni in italiano delle opere in cui ha recitato, Donovan Leitch è stato doppiato da:
- Vittorio De Angelis in Blob - Il fluido che uccide
- Fabio Boccanera in Sex and the City
- Francesco Pezzulli in  Grey's Anatomy